# Olaf Rye
Ole eller Olaf Rye (født 16. november 1791 på gården Bø i Telemark i Danmark-Norge, død 6. juli 1849 i Fredericia) var en norsk og senere dansk officer, især kendt for sin deltagelse i Treårskrigen.
Olaf Rye gennemgik en militær uddannelse i Norge, hvor han deltog i krigen mod englænderne. Efter afståelsen af Norge i 1814 rejste Rye sammen med Friderich Adolph Schleppegrell og Hans Helgesen til Danmark, hvor de blev rådet til at få ansættelse i den prøjsiske hær. De rejste derfor videre og nåede til Liège, hvor de ankom 30. april 1815. Herefter fik de ansættelse i den prøjsiske hær. Efter nogle måneder med deltagelse i besættelsen af Frankrig lykkedes det de tre kammerater at få ansættelse i det danske Auxiliærkorps, som netop deltog i de allierede troppers besættelse af Frankrig. Efter nogle genvordigheder og oplevelser i Frankrig havnede Rye i grænsefæstningen Rendsborg, hvor han blev, til han i 1842 blev oberstløjtnant og forflyttet til København. I årene i Rendsborg blev han gift to gange, men mistede begge sine hustruer i barselsseng og sine børn af sygdom. I København blev han gift for tredje gang og fik en søn, som overlevede ham.
Oprøret i Hertugdømmerne i 1848 satte ham i en vanskelig situation, da hans svoger og flere venner var blandt oprørerne. Han tøvede dog ikke, da han med stor dygtighed førte sin bataljon i slaget ved Bov, og det samme gjorde sig gældende i slaget ved Slesvig. Han blev oberst, og ved genoptagelsen af fjendtlighederne i 1849 blev han generalmajor. Han fik til opgave at lede den danske hærs tilbagetog op gennem Jylland, og denne opgave udførte han med stor dygtighed. Det lykkedes ham at trække tyskerne så langt op i Jylland, at den slesvig-holstenske hær stod isoleret uden for Fredericia. Rye trak sit infanteri ud på Helgenæs, hvorfra det blev udskibet og sejlet til Fyn og herfra til Fredericia.
Rye anførte 5. brigade under udfaldet fra Fredericia, hvor han under hård kamp om Treldeskansen blev dræbt efter at hans hest var blevet skudt under ham. Han nåede at opleve slesvig-holstenernes nederlag.
Rye er begravet på Garnisons Kirkegård.

## Hædersbevisninger
Han var Ridder af Dannebrog (1840) og Dannebrogsmand (1848).
Mange danske gader og veje er opkaldt efter Olaf Rye. Den danske KFOR-lejr Camp Olaf Rye i Kosovo og Ryes Kaserne i Fredericia er opkaldt efter ham. I Oslo finder man Olaf Ryes plass.

## Galleri
- Ryeshøj pyntet med blomster 6. juli 2014 i Fredericia
- Mindesten for Olaf Rye - på stedet hvor han blev skudt, ca. 200 meter nord for Ryeshøj
- Statue af Olaf Rye på Ryes Plads i Fredericia